# Philippine Airlines
Philippine Airlines (PAL) je filipinsko poduzeće sa sjedištem u Pasayu, zrakoplovna tvrtka osnovana je 1941. godine i prva je i najstarija komercijalna zrakoplovna tvrtka u Aziji koja djeluje pod prvotnim nazivom. Philippine Airlines služi 31 destinacija na Filipinima i 41 inozemna odredišta u jugoistočnoj Aziji, Istočnoj Aziji, Bliskom Istoku, Oceaniji, Sjevernoj Americi i Europi.

## Flota
| Zrakoplov        | U floti | Redoslijed | Putnik | Putnik | Putnik | Putnik | Blokčić za bilješke |  |
| Zrakoplov        | U floti | Redoslijed | J      | S      | Y      | Total  | Blokčić za bilješke |  |
| ---------------- | ------- | ---------- | ------ | ------ | ------ | ------ | --- |  |
| Airbus A320-200  | 10      | —          | 12     | —      | 144    | 156    | Za postupno ukidanje ili prenošenje na PAL Express i zamjenu s Airbus A321neo.                                                                                               |  |
| Airbus A321-200  | 24      | —          | 12     | 18     | 169    | 199    | |  |
| Airbus A321neo   | 6       | —          | 12     | —      | 156    | 168    | Deliveries began in May 31, 2018. Ordered as the Long Range (LR) variant. |  |
| Airbus A321neo   | —       | 15         | TBA    | TBA    | TBA    | TBA    | Isporuke bi trebale početi 2019. godine. Equipped with Airbus Cabin-Flex (ACF) layout. To replace A320-200.                                                                  |  |
| Airbus A330-300  | 15      | —          | 18     | 27     | 323    | 368    | |  |
| Airbus A330-300  | 15      | —          | 18     | 24     | 267    | 309    | |  |
| Airbus A350-900  | 5       | 1          | 30     | 24     | 241    | 295    | Isporuke su počele 14. srpnja 2018. godine. Options for another 6 Airbus A350-900 / Airbus A350-1000 is available. One with "Love Bus" decal for 40th Airbus-PAL Partnership |  |
| Boeing 777-300ER | 10      | —          | 42     | —      | 328    | 370    | |  |
| Ukupno           | 70      | 16         |        |        |        |        | |  |